# Zamarada inermis
Zamarada inermis är en fjärilsart som beskrevs av Fletcher 1974. Zamarada inermis ingår i släktet Zamarada och familjen mätare. Inga underarter finns listade i Catalogue of Life.